# Sozialgericht München

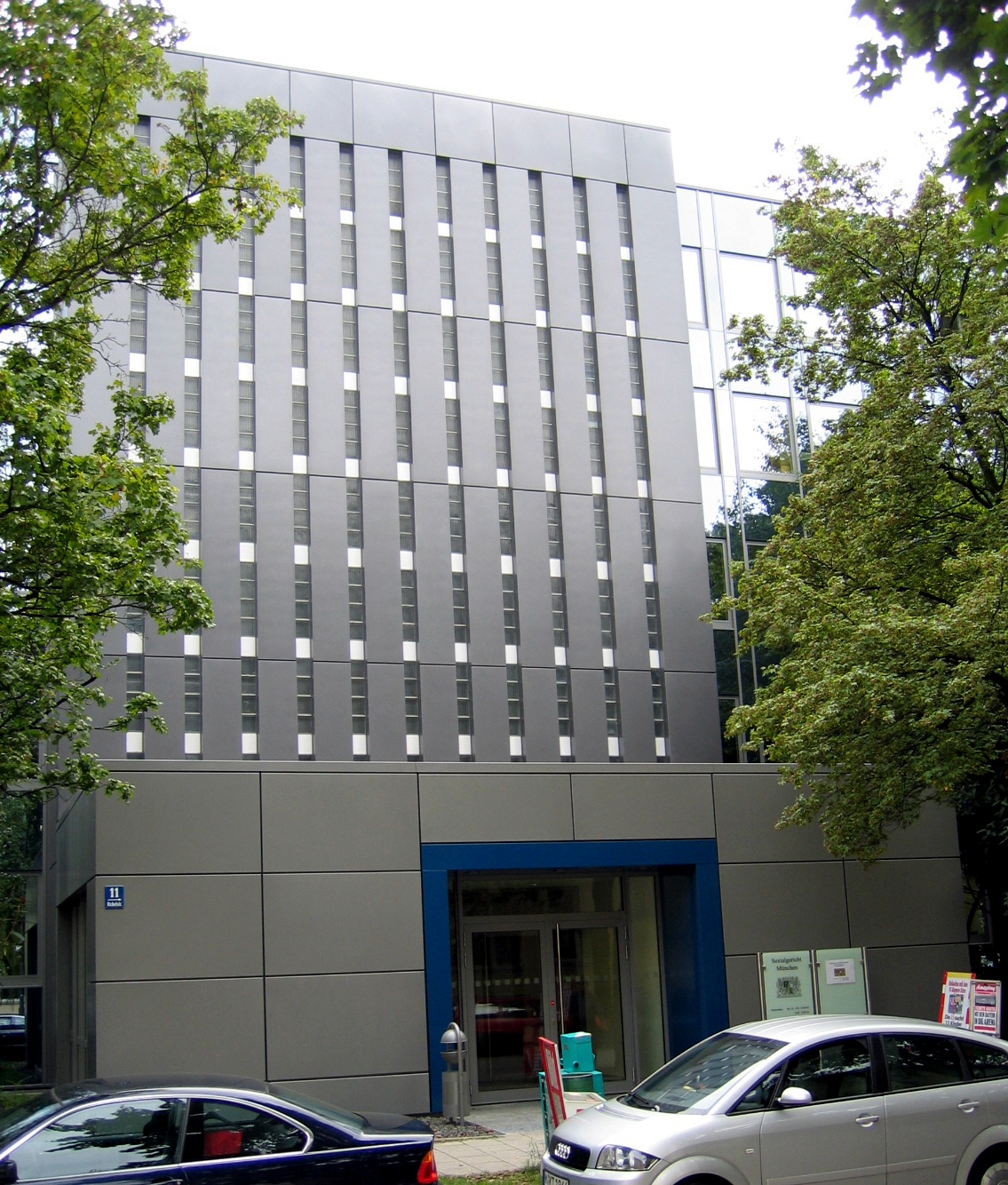
Gerichtsgebäude

Das Sozialgericht München ist ein Gericht der bayerischen Sozialgerichtsbarkeit.

## Gerichtssitz und -bezirk
Das Sozialgericht (SG) hat seinen Sitz in München. Der Gerichtsbezirk umfasst den Regierungsbezirk Oberbayern.

## Zuständigkeit
Das Sozialgericht München ist für die erstinstanzlichen Verfahren der Sozialgerichtsbarkeit in seinem Bezirk zuständig.
Ferner ist das Sozialgericht München zuständig für
- Angelegenheiten der Deutschen Rentenversicherung Knappschaft-Bahn-See in knappschaftlichen Angelegenheiten auf dem Gebiet des Freistaates Bayern
- Angelegenheiten der Zulassung von Ärzten zur vertragsärztlichen Versorgung zusätzlich in den Gerichtsbezirken der Sozialgerichte Augsburg, Landshut und Regensburg
- alle anderen vertragsärztlichen Streitigkeiten (beispielsweise Honorarstreitigkeiten) für das gesamte Gebiet des Freistaates Bayern
- alle Streitigkeiten aus dem Abkommen der Bundesrepublik Deutschland und der Republik Österreich über Soziale Sicherheit.

## Gerichtsgebäude
Das SG München befindet sich in der Richelstraße 11.

## Übergeordnete Gerichte
Das dem Sozialgericht München übergeordnete Gericht ist das Bayerische Landessozialgericht in München. Diesem übergeordnet ist das Bundessozialgericht.

## Behördenleitung
Als Nachfolger von Renate Gürtner war Günther Kolbe bis 31. August 2018 Präsident des Sozialgerichts München. Ab 1. September 2018 ist er zum Präsidenten des bayerischen Landessozialgerichts ernannt worden. Seit 1. Januar 2019 ist Edith Mente neue Präsidentin.

## Mediation
Seit dem 1. September 2006 kann am Sozialgericht München im Rahmen eines Projekts nach der Klageerhebung auch eine Mediation durchgeführt werden.